# Aethiocarenus burmanicus
Aethiocarenus burmanicus – wymarły gatunek owada, jedyny przedstawiciel rodziny Aethiocarenidae i rzędu Aethiocarenodea. Opisany został na podstawie inkluzji w mjanmarskim bursztynie, datowanym na alb/cenoman (98,79 ±0,62 mln lat). 
Znana jest jedynie budowa bezskrzydłej samicy o długości 4,5 mm. Aethiocarenus burmanicus wyróżnia się niezwykłą budową głowy, mającej kształt trójkąta równoramiennego, którego przeciwprostokątna skierowana jest ku przodowi, a wierzchołek łączy się z przedtułowiem. Głowa wyposażona jest w duże, wyłupiaste oczy, parzyste przyoczka oraz wieloczłonowe, niezgięte kolankowato czułki, których panewki położone są poniżej przyoczek. Aparat gębowy jest niewyspecjalizowany i skierowany ku dołowi. Na grzbietowej stronie szyi znajdują się gruczoły, prawdopodobnie o funkcji obronnej. Ciało tego owada jest wydłużone, spłaszczone grzbietowo-brzusznie, wyposażone w długie i smukłe odnóża, zwłaszcza tylne (dwukrotnie przekraczające długością odwłok). Stopy wszystkich par odnóży są 5-członowe, przy czym czwarte człony są wydłużone odsiebnie tak, że sięgają pod piąte. Odwłok jest złożony z 10 segmentów, pośrodku rozdęty, zakończony parą przysadek. Przysadki te są gęsto pokryte szczecinkami i zbudowane z 12 członów, przy czym 3 ostatnie są bardzo drobne.
Wąskie i spłaszczone ciało tego owada oznaczać może przystosowanie do penetrowania szczelin w pniach i zakamarków epifitów, a niewyspecjalizowany aparat gębowy jego wszystkożerność.